# Jost Trier
Pour les articles homonymes, voir Trier.
Jost Trier (né le 15 décembre 1894 à Schlitz et mort le 15 septembre 1970 à Bad Salzuflen) est un linguiste allemand et médiéviste germanique. Il est professeur de philologie germanique à l'Université westphalienne Guillaume de Münster.

## Biographie
Jost Trier est le fils d'un médecin. En 1924, il obtient son doctorat à l'Université de Fribourg. Après avoir obtenu son habilitation en 1929, il occupe la chaire de philologie germanique à Münster à partir de 1932. Avec son ouvrage de 1931 Der deutsche Wortschatz im Sinnbezirk des Verstandes. Die Geschichte eines sprachlichen Feldes fonde le mot champ sémantique. Il reprend les idées de Ferdinand de Saussure et voit le vocabulaire comme un système d'unités mutuellement déterminantes.
Après la prise du pouvoir par les nationaux-socialistes, Trier rejoint le NSDAP en 1933. Trier distingue radicalement les études allemandes des recherches sur d’autres langues. De telles philologies n’assument « aucune responsabilité quant à l’existence et au sort de ces langues ». Le germaniste, quant à lui, est « le représentant de sa communauté nationale ». Puisque le "Volkskörper" allemand, la "Volksgemeinschaft" germanique en tant qu'entité donnée, porte le germaniste dans son travail, il ne peut pas y faire face de manière neutre, objective et sans valeurs.
En 1933, Trier prend la présidence de la Commission du folklore de Westphalie, il démissionne de ce poste en 1943. En 1934, Trier est élue membre à part entière de la Commission historique de Westphalie. En 1969, son adhésion est remplacée par une adhésion correspondante. De 1935 à 1937, Trier est doyen de la faculté de philosophie de l'université de Münster. En 1939, il est élu membre à part entière de l'Académie des sciences de Göttingen.
Dans la période d'après-guerre, Jost Trier devient recteur de l'Université de Münster en 1956/57. À partir de 1961, il est membre du Sénat de la Fondation allemande pour la recherche. En 1964, Trier est l'un des cofondateurs de l'Institut de la langue allemande de Mannheim. En 1968, Jost Trier reçoit le prix Konrad-Duden.
Jost Trier décède le 15 septembre 1970 dans un sanatorium de Bad Salzuflen. Trois jours plus tard, le 18 septembre, il est enterré dans sa maison à côté de son épouse, qui l'a précédé de quelques jours dans la mort. Son fils est l'archéologue Bendix Trier (né en 1930).

## Le domaine linguistique
Jost Trier dirige avec sa thèse d'habilitation Der deutsche Wortschatz im Sinnbezirk des Verstandes. Die Geschichte eines sprachlichen Feldes introduit le concept de champ sémantique en linguistique.
Trier souligne que ce domaine est un moyen de mieux comprendre la structure de la langue et peut aider à mieux étudier l'histoire et la transformation du contenu linguistique. Un changement de sens est souvent un changement dans la structure du champ.
Trèves examine la sphère de signification de l'esprit au temps A, « l'état de la poésie courtoise vers 1200 » et au temps B, « l'état du mysticisme vers 1300, tel que le découvre Maître Eckhart ». Le champ sémantique de la poésie courtoise est constitué des termes sagesse, art et liste et se déplace finalement dans les écrits de Maître Eckhart vers sagesse, art, wizzen.
Le concept de champ de mots s'est avéré extrêmement fructueux pour la linguistique. Le concept de champ de mots se concentre sur les relations entre les mots individuels et souligne dans son propre concept ce qui se retrouve déjà dans le terme de valeur de Ferdinand de Saussure : que le sens d'un mot résulte toujours des relations avec d'autres mots. La réussite de Trier est d'avoir surmonté la vision atomiste qui dominait auparavant en sémantique. L'œuvre de Trier a une forte influence sur Walter Porzig, André Jolles et Gunther Ipsen. Ce travail est également important pour la recherche moderne sur la collocation et pour la sémantique en général.

## Publications (sélection)
- Der Heilige Jodocus. Sein Leben und seine Verehrung, zugleich einige Beiträge zur Geschichte der deutschen Namengebung (= Germanistische Abhandlungen. Heft 56). M. & H. Marcus, Breslau 1924, DNB 362906254 (Dissertation Universität Freiburg im Breisgau 1924).
- Aufsätze und Vorträge zur Wortfeldtheorie. dir. de Anthony Lee et Oskar Reichmann. Mouton, The Hague/Paris 1973.